# لارا کرافت
لارا کرافت (به انگلیسی: Lara Croft) یک شخصیت داستانی و شخصیت اصلی مجموعه بازی‌های ویدیویی مهاجم مقبره است. او به عنوان یک باستان‌شناس انگلیسی بسیار باهوش و ورزشکار معرفی می‌شود که در سراسر جهان به کاوش مقبره‌های باستانی و ویرانه‌های خطرناک می‌پردازد.

## روند طراحی شخصیت

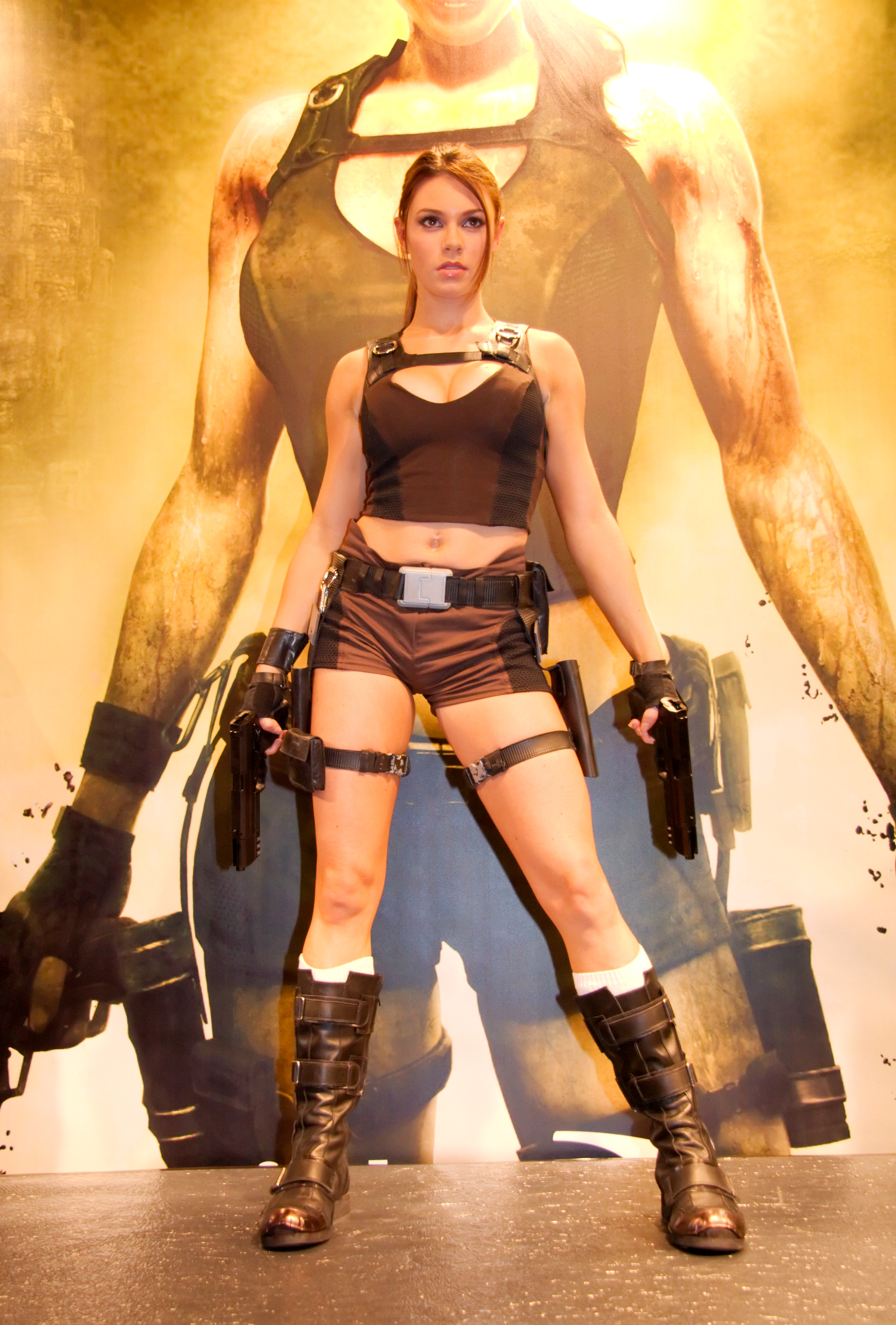
آلیسون کارول، مدل رسمی لارا کرافت برای Tomb Raider: Underworld در جشنواره دو jeu vidéo 2008 (پاریس، فرانسه).

اولین گام لارا در دنیای بازی‌های رایانه‌ای در سال ۱۹۹۶میلادی بود. در آن زمان شرکت سونی با کنسول خانگی اولش یعنی پلی استیشن غوغایی به پا کرده بود و بازی مهاجم مقبره یکی از بازی‌های موفق این کنسول بود.

طراح و متفکر اصلی این بازی هم فردی بود به نام تابی گارد که در ابتدای کار طراح لارا، این شخصیت را بسیار متفاوت با آنچه دیده‌ایم طراحی کرده بود، اما با گذشت زمان لارا کامل تر شد و در اولین بازی لارا با یک لباس آبی و موهای بافته شده و همچنین یک عینک کوچک ظاهر شد که بسیار مورد توجه قرار گرفت.
تابی گارد برای طراحی شخصیت اولیه وقت بسیار زیادی صرف کرده بود و در ابتدا لارا یک دختر معمولی با یک کلاه و یک شلاق بود. مثل شخصیت اصلی مجموعه فیلم‌ها و بازی‌های ایندیانا جونز که به دنبال گنجینه‌های عجیب و غریب می‌رفت، لارا هم چنین سرنوشتی داشت اما بعداً با حضور فردی به نام جرمی هیس، لارا کمی اصالت و ریشه پیدا کرد و به یک دختر اهل آمریکای جنوبی با نام لارا کروز تبدیل شد. بعد از این دوباره کمی در شخصیت او دستکاری شد و یک نام و ملیت انگلیسی برای او انتخاب شد و به این ترتیب لارا کرافت امروزی متولد گردید.